# Anthy-sur-Léman
Anthy-sur-Léman és un municipi francès situat al departament de l'Alta Savoia i a la regió d'Alvèrnia-Roine-Alps. L'any 2007 tenia 1.900 habitants.

## Demografia

### Població
El 2007 la població de fet d'Anthy-sur-Léman era de 1.900 persones. Hi havia 778 famílies de les quals 197 eren unipersonals (112 homes vivint sols i 85 dones vivint soles), 263 parelles sense fills, 252 parelles amb fills i 66 famílies monoparentals amb fills.
La població ha evolucionat segons el següent gràfic:
Habitants censats

### Habitatges
El 2007 hi havia 1.085 habitatges, 800 eren l'habitatge principal de la família, 198 eren segones residències i 87 estaven desocupats. 818 eren cases i 264 eren apartaments. Dels 800 habitatges principals, 629 estaven ocupats pels seus propietaris, 142 estaven llogats i ocupats pels llogaters i 29 estaven cedits a títol gratuït; 16 tenien una cambra, 53 en tenien dues, 103 en tenien tres, 209 en tenien quatre i 418 en tenien cinc o més. 751 habitatges disposaven pel capbaix d'una plaça de pàrquing. A 305 habitatges hi havia un automòbil i a 455 n'hi havia dos o més.

### Piràmide de població
La piràmide de població per edats i sexe el 2009 era:
| Homes | Edats   | Dones |
| ----- | ------- | ----- |
| 0     | 95 o +  | 0     |
| 0     | 90 a 94 | 8     |
| 4     | 85 a 89 | 4     |
| 8     | 80 a 84 | 20    |
| 16    | 75 a 79 | 36    |
| 36    | 70 a 74 | 36    |
| 28    | 65 a 69 | 40    |
| 40    | 60 a 64 | 28    |
| 28    | 55 a 59 | 56    |
| 88    | 50 a 54 | 88    |
| 64    | 45 a 49 | 84    |
| 100   | 40 a 44 | 96    |
| 60    | 35 a 39 | 72    |
| 60    | 30 a 34 | 48    |
| 68    | 25 a 29 | 40    |
| 28    | 20 a 24 | 28    |
| 80    | 15 a 19 | 80    |
| 64    | 10 a 14 | 76    |
| 60    | 5 a 9   | 64    |
| 40    | 0 a 4   | 24    |

## Economia
El 2007 la població en edat de treballar era de 1.264 persones, 944 eren actives i 320 eren inactives. De les 944 persones actives 893 estaven ocupades (470 homes i 423 dones) i 51 estaven aturades (23 homes i 28 dones). De les 320 persones inactives 117 estaven jubilades, 93 estaven estudiant i 110 estaven classificades com a «altres inactius».

### Ingressos
El 2009 a Anthy-sur-Léman hi havia 818 unitats fiscals que integraven 2.091 persones, la mediana anual d'ingressos fiscals per persona era de 26.018 €.

### Activitats econòmiques
Dels 205 establiments que hi havia el 2007, 1 era d'una empresa extractiva, 3 d'empreses alimentàries, 1 d'una empresa de fabricació de material elèctric, 5 d'empreses de fabricació d'altres productes industrials, 30 d'empreses de construcció, 82 d'empreses de comerç i reparació d'automòbils, 2 d'empreses de transport, 16 d'empreses d'hostatgeria i restauració, 3 d'empreses d'informació i comunicació, 5 d'empreses financeres, 19 d'empreses immobiliàries, 18 d'empreses de serveis, 15 d'entitats de l'administració pública i 5 d'empreses classificades com a «altres activitats de serveis».
Dels 53 establiments de servei als particulars que hi havia el 2009, 1 era una funerària, 9 tallers de reparació d'automòbils i de material agrícola, 2 tallers d'inspecció tècnica de vehicles, 1 establiment de lloguer de cotxes, 3 paletes, 2 guixaires pintors, 7 fusteries, 8 lampisteries, 3 electricistes, 2 empreses de construcció, 1 perruqueria, 10 restaurants i 4 agències immobiliàries.
Dels 35 establiments comercials que hi havia el 2009, 1 era un hipermercat, 1 un supermercat, 1 una gran superfície de material de bricolatge, 1 una botiga de menys de 120 m², 1 una peixateria, 8 botigues de roba, 2 botigues d'equipament de la llar, 3 sabateries, 1 una sabateria, 10 botigues de mobles, 4 botigues de material esportiu, 1 una botiga de material de revestiment de parets i terra i 1 una joieria.
L'any 2000 a Anthy-sur-Léman hi havia 15 explotacions agrícoles.

## Equipaments sanitaris i escolars
L'únic equipament sanitari que hi havia el 2009 era una farmàcia.
El 2009 hi havia 1 escola maternal i 1 escola elemental.

## Poblacions més properes
El següent diagrama mostra les poblacions més properes.